# Ohlandsburg
Die Ohlandsburg ist eine abgegangene vermutlich vorzeitliche Ringwallanlage bzw. Höhenburg auf 380,3 m ü. NN etwa 2,2 km nördlich des Bad Camberger Ortsteiles Schwickershausen im Landkreis Limburg-Weilburg auf der nach ihr benannten Anhöhe in den Wäldern des Taunus.

## Lage
Die Anlage liegt im westlichen Bereich des Östlichen Hintertaunus, nordöstlich der Idsteiner Senke auf Schwickershausener Gemarkung. Die durch zwei Bäche (Zuflüsse des Emsbaches) nahezu umschlossene Erhebung kann als ein Spornausläufer des 1,8 km südöstlicher liegenden Berges Kuhbett auf 525,6 m ü. NN angesehen werden. Die Wallanlage kann über den Parkplatz Am Krämerstein an der L3030 (Weilstraße) von Süden erwandert werden. Östlich der Anlage liegt in 3 km Entfernung Hasselbach, Ortsteil der Gemeinde Weilrod im Hochtaunuskreis. Nordwestlich im Abflussbereich des Hauserbaches liegt in knapp 1,8 km Entfernung der Hof zu Hausen.

## Beschreibung
Die ursprünglich vorhandenen Wallanlagen, die den Kernbereich der heute fast komplett bewaldeten Erhebung nahezu ringförmig umfasste, sind noch schwach erkennbar, zeichnen sich aber nur in 10 cm bis 20 cm Höhe am Boden ab. Die Wallanlage, ursprünglich ein doppeltes Wall-/Grabensystem, ist am besten noch von Südwesten am Steinbruch bis nach Osten hin zu einer Freifläche sichtbar.
Am deutlichsten ist ein Abschnittswall, der etwa 65 Meter dem Ringwall vorstehend, die Wallanlage vom Bergrücken im Südosten und Süden abtrennt. Dies ist die angriffsgefährdete Flanke der Anlage. An den übrigen Seiten fällt der Höhenzug vergleichsweise steiler ab.
Im Süden befindet sich ein Steinbruch zwischen Ring- und Abschnittswall. Da er den Wall anschneidet, kann er nicht in keltischer Zeit zur Gewinnung von Steinmaterial genutzt worden sein.
Die Funktion der Anlage ist weitestgehend unbekannt, die Datierung noch nicht ausreichend erforscht und belegt. Aufgrund seiner Lage und des Verfalls wird eine keltische Zeitstellung in die Spätlatènezeit des 1. oder 2. Jahrhundert v. u. Z. angenommen (s. Informationstafel). In der historischen Karte des Herzogtums Nassau von 1819 wird die Anlage erstmals als Ahlandsburg verzeichnet.
Die von der Wallanlage eingenommene Fläche beträgt etwa 0,8 ha. Rechnet man den (etwa 220 Meter langen) vorgelagerten Abschnittswall mit ein, ergibt sich eine Fläche von etwa drei Hektar. Nordwestlich sind in den Oberflächendaten ausgedehnte, vermutlich ehemals landwirtschaftliche Terrassierungen erkennbar, die sich bis ins Tal nach Westen zu einem Zufluss mit Quelle (heutiger Name: Am Bernsche) südlich der Ohlandsburg und nach Nordwesten zum Hauserbach hinziehen. Diese wohl landwirtschaftliche Versorgungsfläche war zehn Mal größer als die Wallanlage und nimmt mehr als 40 Hektar ein. Archäologische Untersuchungen der Wallanlage fanden bisher nicht statt.

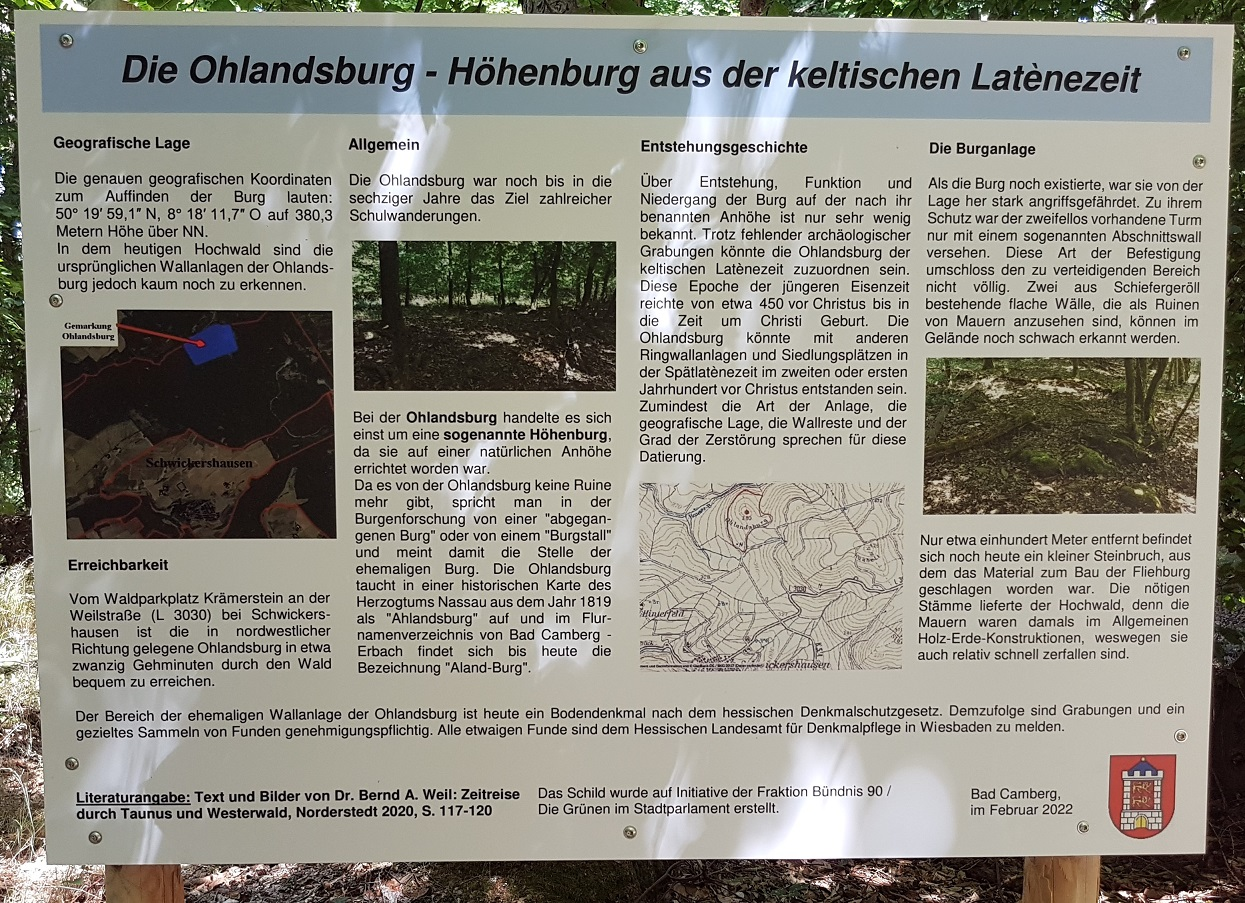
Die Hinweistafel (02/2022) zur Ohlandsburg
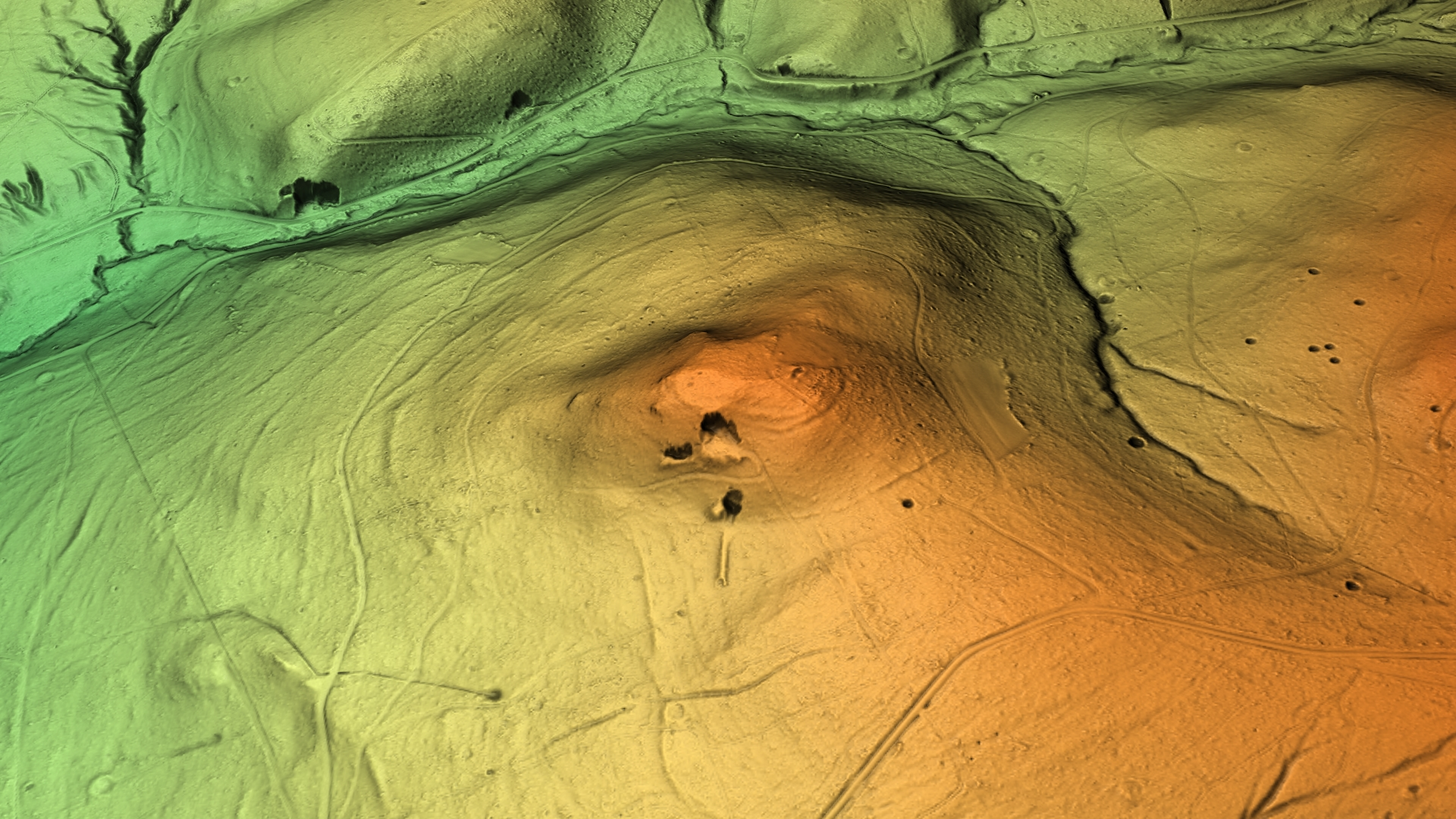
3D-Ansicht des digitalen Geländemodells, deutlich ist der doppelte Wall nach Süden sichtbar

## Denkmalschutz
Der Bereich der Wallanlage ist ein Bodendenkmal nach dem Hessischen Denkmalschutzgesetz. Nachforschungen und gezieltes Sammeln von Funden sind genehmigungspflichtig, Zufallsfunde an die Denkmalbehörden zu melden.